# Luigi Recalcati
Luigi Recalcati (Abbiategrasso, 22 aprile 1908 – Cittiglio, 7 gennaio 1939) è stato un calciatore italiano, di ruolo ala.

## Carriera
Cresciuto nella Milanese, in cui ha militato in due stagioni del massimo livello del calcio italiano, è passato al Pavia dove ha disputato e vinto il campionato di Seconda Divisione Nord, esordendo il 14 ottobre 1928 nella partita Pavia-Caratese (5-1). In seguito, è passato al Bari dove ha giocato il primo campionato di Serie B con la squadra pugliese. Allenò la G.I.L. di Laveno Mombello all'inizio del campionato 1938-1939.

## Palmarès

### Club

#### Competizioni nazionali
- Seconda Divisione: 1

Pavia: 1928-1929